# Mykoła Wasylkiw
Mykoła Mykołajowycz Wasylkiw, ukr. Микола Миколайович Васильків (ur. 16 grudnia 1975) – ukraiński piłkarz, grający na pozycji napastnika, trener piłkarski.

## Kariera piłkarska

### Kariera klubowa
Występował w klubach FK Tyśmienica, Beskyd Nadwórna i FK Kałusz, gdzie zakończył karierę w roku 1999.

## Kariera trenerska
W 1998 ukończył Lwowski Instytut Kultury Fizycznej i od 1999 pracuje na Wydziale Wychowania Fizycznego w Podkarpackim Uniwersytecie Narodowym im. Wasyla Stefanyka.
W 2007 pełnił obowiązki głównego trenera Spartaka Iwano-Frankiwsk. Od 2015 jest trenerem amatorskiego zespołu Hałyczyna Iwano-Frankiwsk. W latach 2008–2011 prowadził Tepłowyk Iwano-Frankiwsk.

## Sukcesy i odznaczenia

### Sukcesy indywidualne
- król strzelców mistrzostw obwodu iwanofrankowskiego: 19 goli w sezonie 1997/98